# Grevillea involucrata
Espèce
Classification phylogénétique
Statut de conservation UICN

 CR  : 
En danger critique
Grevillea involucrata est une espèce d'arbuste de la famille des Proteaceae endémique dans le sud-ouest de l'Australie-Occidentale. Il peut mesurer jusqu'à 0,5 mètre de hauteur et produit des fleurs roses entre juin et octobre (de la fin de l'automne au milieu du printemps) dans son aire naturelle.
L'espèce a été décrite pour la première fois par le botaniste Alex George publiée dans Nuytsia en 1974.